# Suspensão do juízo
Suspensão do juízo, também conhecida pelo termo grego epoché ou epokhé (ἐποχή), que significa 'colocar entre parênteses', é a atitude de não aceitar nem negar uma determinada proposição ou juízo. Opõe-se ao dogmatismo, em que se aceita uma proposição, suspendendo o termo.

## Epochécética
A suspensão do juízo caracterizava a atitude dos céticos gregos, especialmente Pirro. Para os céticos, a epoché era a única atitude capaz de levar à imperturbabilidade. Eles afirmavam que duvidar do caráter bom ou mau de todas as coisas leva o indivíduo a não aceitar nem rejeitar coisa alguma, tornando-se imperturbável.

## Epochéfenomenológica
Na filosofia moderna, especialmente na obra de Edmund Husserl e outros fenomenologistas, o termo epoché adquire um significado diferente. Em vez de efetivamente chegar a negar a existência, como faziam alguns sofistas, a epoché fenomenológica implica a "contemplação desinteressada" de quaisquer interesses naturais ou psicológicos na existência. Em outras palavras, a suspensão de juízo fenomenológica não põe em dúvida a existência, como no caso dos céticos, mas se abstém de emitir juízos sobre ela.